# 森哲弥
森 哲弥（もり てつや、1943年1月21日 - ）は、京都府京都市生まれの詩人。滋賀県湖南市在住。近江詩人会会員。滋賀文学会理事。
1967年、立命館大学文学部哲学科心理学専攻卒業後、社会福祉法人「びわこ学園」に2003年まで勤務。その傍ら「初猟」、「仕事場」、「少年」、「少年玩弄品博物館」など多くの詩集を発表し続け、1977年には「重症心身障害児の教育における教材教具についての研究」で第1回ほほえみ賞を受賞した。また、2001年に発表した詩集「幻想思考理科室」で第51回H氏賞を受賞した。

## 主な受賞歴
- 「第1回ほほえみ賞」（1977年、「重症心身障害児の教育における教材教具についての研究」）
- 「第51回H氏賞」（2001年、「幻想思考理科室」）

## 主な著書
- 「初猟」（1968年、文童社）
- 「障害児の遊びと手仕事（障害児教育双書）遊具・教具のつくりかた」（1979年、黎明書房）
- 「少年玩弄品博物館　森哲弥詩集」（1996年、ユニプラン）
- 「幻想思考理科室　森哲弥詩集」（2001年、編集工房ノア）
- 「障害児の遊びと手仕事（障害児教育＆遊びシリーズ） 遊具・教具のつくりかた」（2001年、黎明書房）
- 「物・もの・思惟 森哲弥詩集」（2006年、編集工房ノア）
- 「ダーウィン十七世 森哲弥詩集」（2008年、編集工房ノア）
- 「暮らしのとなり 森哲弥随筆集」（2011年、竹林館）